# Cristo incoronato di spine (Ter Brugghen)
Cristo incoronato di spine è il soggetto di un dipinto di Hendrick ter Brugghen.

## Storia

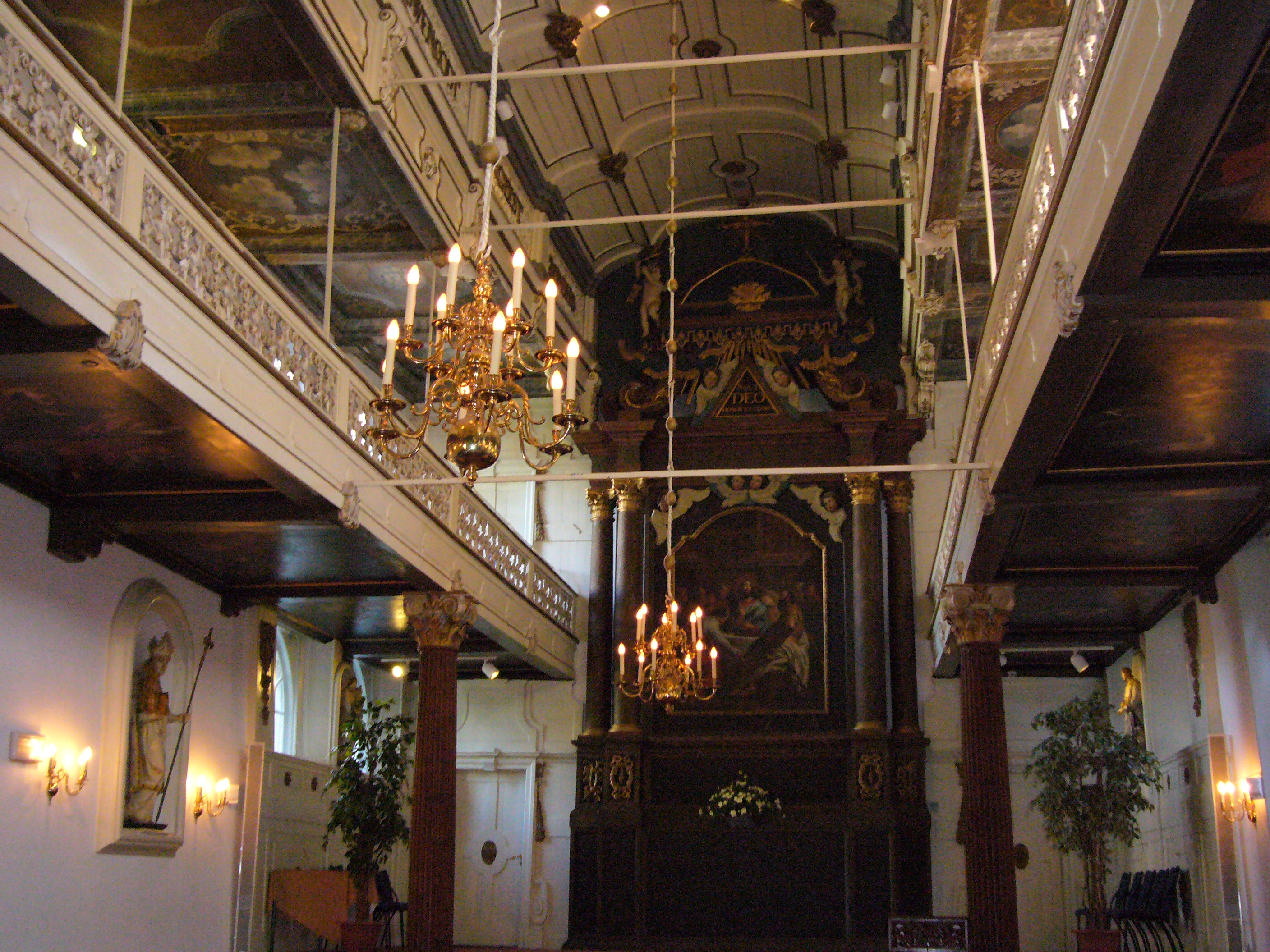
Interno della Gertrudiskapel, una schuilkerk cattolica di Utrecht

Il dipinto è firmato e datato (1620) ma si ignora la provenienza della commissione. Benché nessun documento lo attesti è un'ipotesi plausibile, dati il tema e le dimensioni dell'opera, che esso possa essere stato eseguito per la decorazione di una chiesa cattolica clandestina nederlandese (schuilkerk). Cioè la stessa destinazione che si pensa abbiano avuto altre opere di contenuto religioso realizzate da Ter Brugghen, a dispetto del fatto che egli fosse presumibilmente di confessione protestante.
Invero le misure del dipinto sembrano improbabili per un'opera di devozione privata e ancora più remota (o senz'altro da escludere) appare l'ipotesi che esso fosse destinato all'esposizione in una chiesa riformata, stante la sostanziale iconoclastia di questo movimento religioso: negli anni di più acuto conflitto tra l'incalzante protestantesimo e il cattolicesimo, nei Paesi Bassi vennero distrutte, dai protestanti locali, innumerevoli opere d'arte contenute nelle chiese allora di osservanza romana, in quanto ritenute oggetto di idolatria. Le chiese olandesi - dalle quali il culto cattolico venne quindi bandito - assunsero un aspetto pressoché completamente privo di arredi ed immagini di arte sacra.

L'affremarsi del protestantesimo come religione ufficiale dei Paesi Bassi e la conseguente messa al bando del cattolicesimo non comportarono tuttavia la cessazione di una produzione pittorica destinata alle esigenze cultuali di quanti continuarono a professare il credo ortodosso romano. 

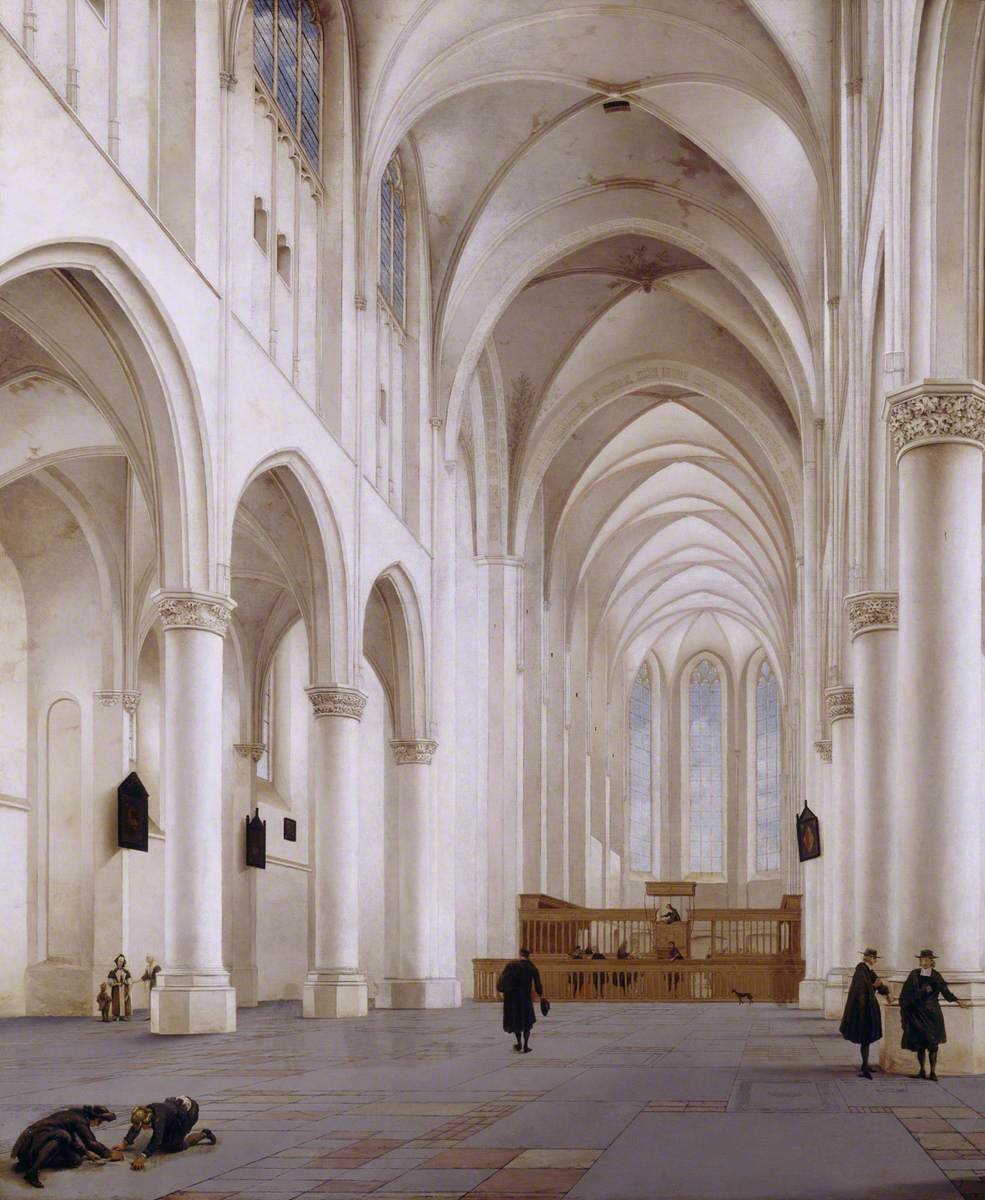
Pieter Saenredam, Interno della chiesa di Santa Caterina di Utrecht, 1636, Upton House, Warwickshire

La pratica cattolica - che contava ancora un cospicuo numero di adepti - venne, ad Utrecht in particolare, comunque tollerata a patto che non vi fossero manifestazioni e luoghi pubblici di esercizio di questa confessione. Di fatto si consentì che essa fosse professata in abitazioni private in cui erano ricavati spazi per la celebrazione delle funzioni religiose (per l'appunto le schuilkerken). Ambienti che vennero arredati e decorati, per quanto possibile, come le chiese prima che esse fossero spogliate ed adibite al culto riformato. Di qui la domanda di opere d'arte sacra da parte della comunità cattolica, fenomeno che sembra aver coinvolto anche il Ter Brugghen, quantunque, a proposito del quadro danese, in assenza di riscontri documentali, non è possibile affermare con certezza che esso fosse effettivamente collocato in una schuilkerk.
Lo stesso tema del dipinto potrebbe essere indice della sua connessione alle tensioni religiose che scuotevano i Paesi Bassi a quel tempo. Il cieco furore col quale da parte protestante furono distrutti gli arredi delle chiese venne equiparato dai cattolici (ma anche da alcuni luterani moderati) ad una sorta di riedizione metaforica della Passione di Cristo. E proprio i soggetti iconografici, ricorrenti nelle schuilkerken, in cui il Signore è tormentato e denigrato dai suoi carnefici - tra i quali per l'appunto l'incoronazione di spine - assursero a simbolo di questa seconda passione, stoltamente inflitta alle immagini sacre. Più in generale, simili scene della Passione, dove è sottolineato il dolore causato dalla persecuzione, vennero utilizzate da parte dei cattolici olandesi come allegoria della situazione che essi si trovarono a vivere in seguito al divieto del libero esercizio del loro credo.
Con la Vocazione di san Matteo del Centraal Museum di Utrecht (1621), l'incoronazione di Copenaghen è la sola altra opera di Ter Brugghen avente data certa che si conosca.
La tela è documentata in Danimarca dal 1755.

## Descrizione e stile

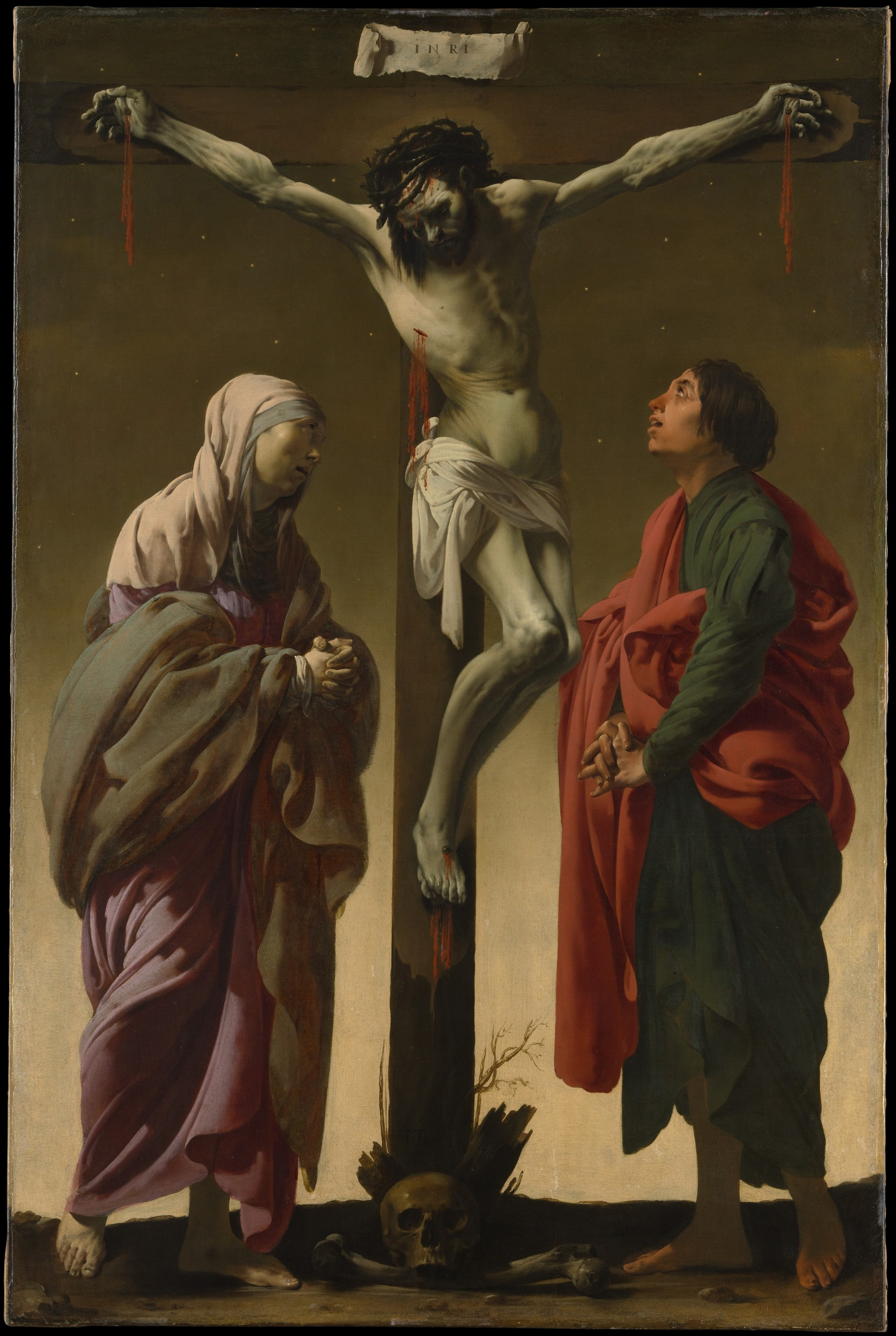
Hendrick ter Brugghen, Crocifissione, 1624-25, New York, Metropolitan Museum

La scena è ambientata sotto un porticato: alle spalle di Cristo vediamo un'imponente colonna scanalata e in sfondo a destra un bassorilievo di gusto classico. In primo piano vi è Gesù seduto su blocco di pietra, abbigliato con la veste scarlatta - fulcro coloristico - che per scherno gli fu fatta indossare dopo la flagellazione.
Attorno al Signore gli aguzzini sono intenti chi ad incoronarlo di spine, azione ad un tempo denigratoria e violenta, chi a deriderlo. Ter Brugghen in effetti ha qui sintetizzato in un'unica composizione due momenti distinti (per l'appunto l'incoronazione e la derisione) che spesso in pittura si trovano isolatamente raffigurati.
I due sgherri in piedi infiggono con forza la corona avvalendosi di bastoni: si vede la copiosa emorragia causata da questa azione brutale. Quello al centro, di cui si scorge il volto, ha un'espressione di compiaciuta malvagità. Il vecchio aguzzino in ginocchio in primo piano porge a Gesù una canna, ingiurioso scettro da abbinare alla corona, mentre il giovane al centro gli rivolge una smorfia volgare.
Nella parte in primo piano, dedicata al tormento del Signore, si coglie l'influsso sul Ter Brugghen della pittura di Caravaggio. Maestro che l'artista olandese ebbe modo di studiare, rimanendone profondamente e duraturamente influenzato, negli anni che trascorse in Italia e segnatamente a Roma.
Più cose in questa parte del quadro di Copenaghen rimandano all'esempio del Merisi: il sadismo dei manigoldi, il loro abbigliamento contemporaneo, il naturalismo con il quale essi sono resi sulla tela - i piedi nudi e callosi, le vesti sporche e lacere, i denti marci del vecchio -, ed infine il chiaroscuro (sia pure non particolarmente gagliardo).
In secondo piano, ai lati, vi sono due gruppi di astanti. Tra essi i personaggi in maggior risalto sono i due, nella parte destra, che vediamo a figura intera, mentre si fronteggiano. L'uomo più a destra, in ricchissimo manto di broccato giallo e rosso ed inturbantato, ha in mano un bastone segno di comando: con ogni probabilità è Pilato. Il vecchio che gli sta davanti è verosimilmente Caifa: tra loro vi è un muto dialogo fatto di sguardi ed espressioni durante il quale il sommo sacerdote manifesta al titubante governatore romano la sua inflessibilità circa la necessità di crocifiggere il Nazareno.
Pur permeato di caravaggismo il dipinto del Ter Brugghen mostra evidenti debiti nei confronti dell'arte grafica di due grandi incisori del Cinquecento nordico, quali Luca da Leida e il sommo Dürer.
Varie stampe di questi maestri sono indicate quali precedenti qui attentamente studiati e ripresi dal pittore olandese.

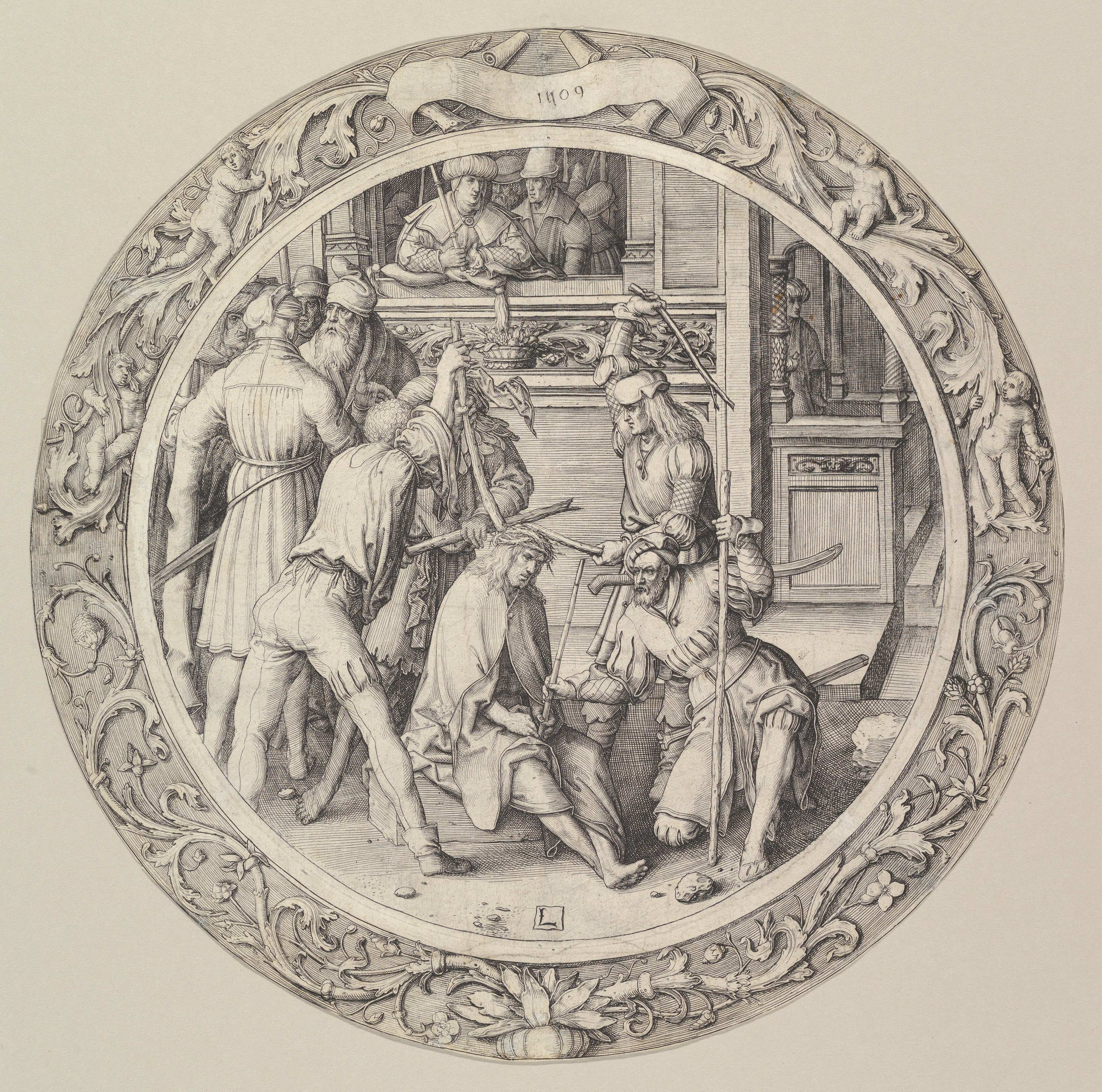
Luca da Leida, Incoronazione di spine, 1509
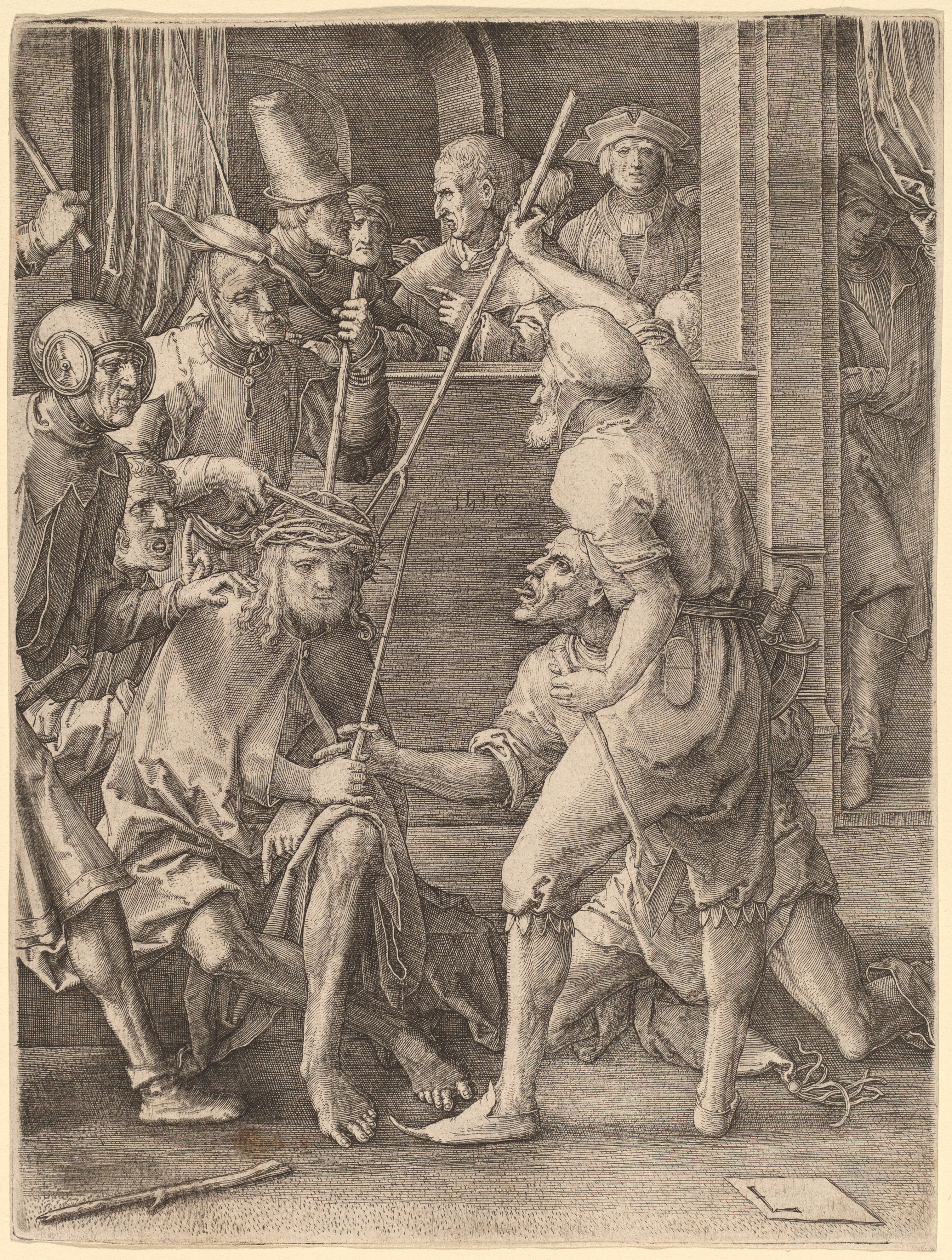
Luca da Leida, Incoronazione di spine, 1519
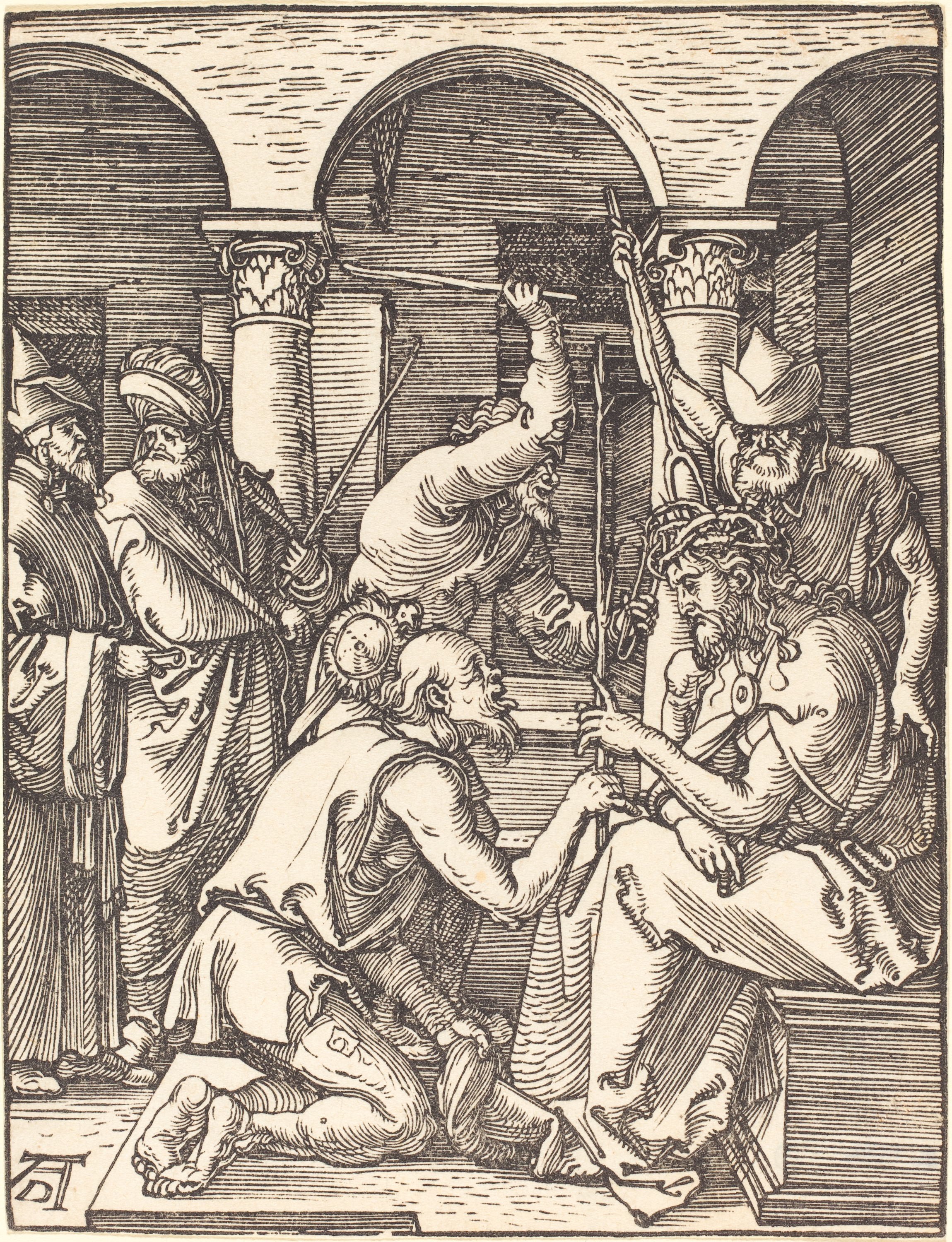
Albrecht Dürer, Incoronazione di spine, 1509-1510

Il richiamo arcaizzante agli esempi di Dürer e di Luca da Leida potrebbe essere spiegato proprio con la presumibile appartenenza cattolica della committenza di questa ed altre opere di contenuto religioso del Ter Brugghen. In questi quadri, idealmente destinati a rimpiazzare quelli più antichi andati distrutti a causa del furore iconoclasta protestante, si rende omaggio ai vecchi dipinti drammaticamente perduti. Fornendo così ai cattolici composizioni che riecheggiano le opere un tempo venerate nelle loro chiese.
Del resto, a proposito di uno dei dipinti di Ter Brugghen più indicativi della sua tendenza alla rievocazione dell'arte del passato, cioè la crocifissione del Metropolitan Museum 
- riproposizione dei modi di Matthias Grünewald - si è ipotizzato che esso possa essere il rifacimento, pur attualizzato, di un'opera del secolo precedente andata distrutta. Anche questa tela peraltro è ritenuta il prodotto di una commissione cattolica.